# Agrostis subulifolia
Agrostis subulifolia är en gräsart som beskrevs av Otto Stapf. Agrostis subulifolia ingår i släktet ven, och familjen gräs. Inga underarter finns listade i Catalogue of Life.